# Peter Grosz
Pour les articles homonymes, voir Grosz.
Peter Grosz est un acteur et scénariste américain né le 11 janvier 1974 à New York.

## Filmographie

### Scénariste
- 2007 : UCB Comedy Originals (1 épisode)
- 2007 : The Naked Trucker and T-Bones Show (8 épisodes)
- 2007-2010 : The Colbert Report (189 épisodes)
- 2009 : A Credit to the Family
- 2011 : Wait Wait... Don't Tell Me!: A Royal Pain in the News
- 2014 : 66e cérémonie des Primetime Emmy Awards
- 2014-2015 : Late Night with Seth Meyers (44 épisodes)
- 2017-2018 : The President Show (21 épisodes)

### Acteur

#### Cinéma
- 2005 : The Weather Man : le professeur de tir à l'arc
- 2006 : L'Incroyable Destin de Harold Crick : un collègue
- 2008 : The Promotion : un homme
- 2014 : Drifters : Albert
- 2015 : Slow Learners : Dr Mark Sonderskov
- 2017 : Aardvark : Anthony
- 2017 : #Pire Soirée : Cliff
- 2017 : Anna and The Asteroid : l'astéroïde
- 2022 : Le Menu (The Menu) de Mark Mylod : le sommelier

#### Télévision
- 1998 : J.T.S. Brown : plusieurs personnages
- 2007 : Science Digest : Brad Crane (1 épisode)
- 2009-2014 : The Colbert Report : plusieurs personnages (5 épisodes)
- 2011 : Larry et son nombril : un membre des Minyan (1 épisode)
- 2012 : Key and Peele : David Schwartzman (1 épisode)
- 2012-2016 : Veep : Sidney Purcell (11 épisodes)
- 2013 : The Chris Gethard Show: Public Access : Chef Michael Dinaldi (1 épisode)
- 2013 : Inside Amy Schumer : le père de Jason (1 épisode)
- 2014 : RIP : Fauchés et sans repos : Jeremy Goldberg (1 épisode)
- 2014-2015 : Late Night with Seth Meyers : plusieurs personnages (12 épisodes)
- 2015-2016 : Cop Show : le manager (18 épisodes)
- 2016 : Vinyl : Nate Druker (2 épisodes)
- 2016 : Odd Mom Out : Dylan Unger (1 épisode)
- 2017-2018 : The President Show : Mike Pence, Rod Serling et Jeff Schmucker (23 épisodes)